# تيموثي إل. ميرفي
تيموثي إل. ميرفي (بالإنجليزية: Timothy L. Murphy)‏ هو كاتب أمريكي، ولد في 1816، وتوفي في 1897.